# Sverigefinlandssvenskar
Sverigefinlandssvenskar (finska: Suomenruotsalaiset Ruotsissa) är finlandssvenskar som emigrerat från Finland till Sverige.

## Historik
Finlandssvenskarnas historia går tillbaka till korstågstiden och tidiga medeltiden (1100- och 1200-talet) då svenska nybyggare började kolonisera främst kusttrakterna i det som i dag kallas Finland. Fram till finska kriget, då Sverige förlorade den östra rikshalvan till Ryssland, förekom det en livlig migration mellan de två rikshalvorna. Även därefter skedde en viss migration mellan Sverige och storfurstendömet Finland. Svenska språkets dominans inom administrationen och bildningslivet bestod likaså i Finland efter separationen från Sverige. Det dröjde ända till 1883 innan finska språket blev formellt jämställt med svenskan i Finland. 
Finlandssvenskarna har genom tiderna haft högre emigrationsbenägenhet från Finland än finnarna.[källa behövs] Emigrationen mellan 1840 och 1930 gick huvudsakligen till USA. Den andra emigrationsvågen, som började i mindre skala på 1930-talet, eskalerade strax efter andra världskriget och riktade sig främst till Sverige. Under ett antal år i slutet på 1940-talet och i början på 1950-talet utgjorde finlandssvenskarna omkring hälften av alla emigranter som flyttade från Finland till Sverige. Denna emigration sinade i mitten på 1970-talet som en följd av den gynnsamma ekonomiska utvecklingen i Finland. Under 2010-talet började den finlandssvenska utvandringen till Sverige återigen öka, framförallt bland unga och med en överrepresentation från Åland och Österbotten. Mellan år 2000 och 2015 flyttade totalt runt 17 000 svenskspråkiga från Finland till Sverige, eller ungefär 6% av alla finlandssvenskar i Finland. Dessa var till antalet starkt överrepresenterade i förhållande till finskspråkiga utvandrade.
Sverigefinlandssvenskarna har också genom tiderna varit mindre benägna att återvända till Finland än sverigefinnarna.[källa behövs]

## Assimilering i Sverige
Trots att finlandssvenskarna har haft samma modersmål som huvudbefolkningen när de har kommit till det nya landet så har inte integrationen varit helt okomplicerad. Många finlandssvenskar har blivit illa berörda över svenskarnas bristfälliga kunskaper om att det har flyttat in en svenskspråkig språkgrupp till Sverige från Finland. Denna okunnighet har tagit sig uttryck på olika vis, exempelvis har det hänt att svenska myndigheter har skickat brev och andra tryckalster till finlandssvenskarna på finska. En del finlandssvenskar har rentav blivit tvingade att gå grundläggande utbildning i svenska språket för invandrare (sfi).
Sverigefinlandssvenskarnas ställning som minoritet i Sverige är omtvistad, eftersom de har samma modersmål som majoritetsbefolkningen. Finlandssvenskan kan ju endast räknas som en språklig variant, inte som ett självständigt språk. När det gäller uttal och ordförråd kan skillnaden mellan rikssvenskan och finlandssvenskan i det närmaste jämföras med skillnaden mellan den brittiska och den amerikanska engelskan. Samtidigt kan spansk- eller engelsktalande flytta till ett annat land inom samma språkområde och därefter uppleva sig som en minoritet i det nya hemlandet; sverigefinlandssvenskarnas situation är liknande. 
Med sin svenskspråkiga bakgrund har det dock, över lag, varit relativt lätt för finlandssvenskarna att komma in i det svenska samhället.

## Kultur
För sverigefinlandssvenskarnas intressen arbetar Finlandssvenskarnas riksförbund i Sverige (FRIS). Förbundet är en takorganisation för i Sverige verksamma finlandssvenska föreningar som vill främja finlandssvensk kultur och finlandssvenskarnas intressen i både Sverige och Finland. Därtill bedriver förbundet bland annat informationsverksamhet för ökad kunskap hos Sveriges befolkning om finlandssvenskarna. Antalet medlemmar är cirka 1 700, organiserade i 18 lokalföreningar. De lokala föreningarna har aktiviteter som musik, teater och folkdans. I de lokala föreningarna finns även i viss mån ungdomsverksamhet och idrott på programmet. 

## Kända sverigefinlandssvenskar[förtydliga]
- Johan Asplund (1937–2018), sociolog.
- Johan Becker (1971–), musiker.
- Dan Berglund (1954–), vissångare.
- Ingmar Björkstén (1936–2002), kulturjournalist och författare, Svenska Dagbladets kulturchef 1981–1991.
- Stina Ekblad (1954–), skådespelare.
- Ragnar Granit (1900–1991), neurofysiolog och Nobelpristagare i fysiologi eller medicin 1967.
- Stefan Ingves (1953–), tidigare chef för Sveriges riksbank.
- Harry Järv (1921–2009), författare, bibliotekarie och översättare.
- Johanna Koljonen (1978–), författare och kulturjournalist.
- Jack S. Kotschack (1915–1988), filmdirektör, filmproducent och chef för piratradiostationen Radio Nord.
- Willy Kyrklund (1921–2009), författare.
- Mark Levengood (1964–), journalist, författare och programledare.
- Lill Lindfors (1940–), sångerska.
- Ben Malén, (1960–) musiker, låtskrivare och musikförläggare.
- Sune Mangs (1932–1994), skådespelare.
- Moses Pergament, kompositör och musikkritiker.
- Andrea Reuter, filmvetare.
- Tom Sandqvist, professor i konstens teori och idéhistoria samt docent i konstvetenskap.
- Allan Schulman, radio- och tv-producent.
- Maria Sid (1968–), regissör och skådespelare, teater- och scenkonstchef på Kulturhuset Stadsteatern sedan 2018.
- Yrsa Stenius, journalist, pressombudsman.
- Bo Strömstedt, professor i praktisk journalistik och publicist för Expressen.

### Finlandssvenskar som flyttade till Sverige 1809–1912
- Hanna von Born, friherrinna som 1883 gifte sig med försäkringsmannen Sven Palme och flyttade från Helsingfors till Stockholm. Hon var dotterdotterdotter till Frans Michael Franzén och blev farmor till statsminister Olof Palme. Hannas kusin Anna Lavonius gifte sig 1878 med bankdirektör Henrik Palme, som var äldre halvbror till Sven. Hon flyttade från Uleåborg till Djursholms villastad, som Henrik grundade. Även Anna var dotterdotter dotter till F.M. Franzén. Kusinerna blev således stammödrar till var sin månghövdad gren av släkten Palme.
- Gustaf Wilhelm Finnberg, målare (flyttade till Stockholm efter Åbo brand 1827).
- Frans Michael Franzén, biskop (utvandrade från Finland sommaren 1811 för att bli kyrkoherde i Kumla).
- Carl Jacob Munck af Fulkila, överste och riksdagsman, far till prinsessan Ebba Bernadotte (trädde in i svensk krigstjänst 1824).
- Adolf Erik Nordenskiöld, polarforskare (tvingades 1857 fly över isen till Sverige, sedan han misshagat ryssarna).
- Emil von Qvanten, skald och publicist (bosatte sig i Stockholm 1853, där han propagerade för att Finland skulle bryta sig loss från Ryssland).
- Mauritz Stiller, skådespelare och filmregissör (flydde till Sverige 1909 när han blev inkallad till ryska armén i Novgorod, där hans far var skriven).

## Ordförklaringar
- Finlandssvenskar är svenskspråkiga medborgare i Finland. Termen kan också brukas för finlandssvenskar som emigrerat från Finland. Termen finlandssvensk myntades år 1912.
- Finnar är finskspråkiga medborgare i Finland.
- Finländare är ett samlande namn (hyperonym) för medborgare i Finland, oavsett språklig tillhörighet.
- Sverigefinnar är Sveriges finskspråkiga befolkning, en nationell minoritet sedan år 2000.
- Sverigefinlandssvenskar är finlandssvenskar i Sverige.
- Sverigefinländare är ett samlingsbegrepp för alla i Sverige bosatta personer som härstammar från Finland, oavsett språklig tillhörighet.